# Свиристель
Свиристе́ль, или обыкнове́нный свиристе́ль (лат. Bombycilla garrulus) — певчая птица отряда воробьинообразных семейства свиристелевых.

## Внешний вид
Длина тела составляет 18—23 см, масса — до 60—67 граммов. Есть заметный хохолок. Окраска розовато-серая, крылья чёрные с жёлтыми и белыми полосками, хвост, горло и полоска через глаза чёрные. Кончики второстепенных маховых перьев превращены в маленькие ярко-красные пластинки, заметные только вблизи. По краю хвоста жёлтая полоса, на крыле узкая белая полоска. Полёт быстрый и прямолинейный.

## Ареал

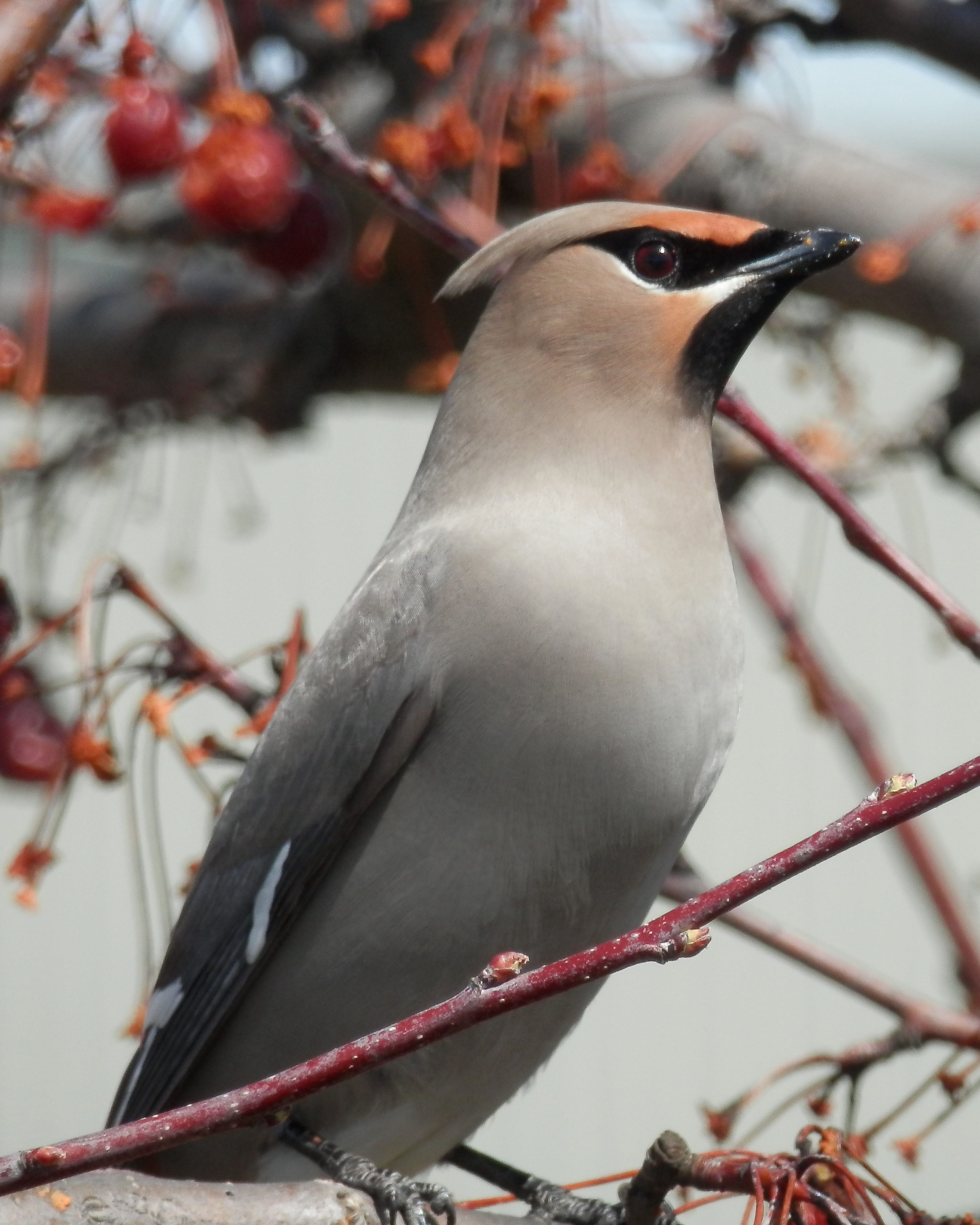
Свиристель в Онтарио, Канада

Распространён в зоне таёжных лесов Северного полушария. Обитает в разреженных хвойных и смешанных лесах, на зарастающих горах и вырубках.

## Питание
Птицы держатся большими стаями. Летом питаются насекомыми, которых нередко ловят на лету, личинками, различными ягодами и молодыми побегами растений. В иное время питаются преимущественно ягодами и плодами, например, брусникой, калиной, омелой. В зимнее время часто встречаются в городах средней полосы России, где питаются преимущественно рябиной.

## Размножение
Гнездится в редколесьях, на деревьях. Половая зрелость наступает в возрасте 1 года. Сезон гнездования длится с мая по июль. Чашеобразное гнездо из травы, волос, мха и ветвей хвойных деревьев строится в верхней кроне деревьев, чаще на опушке леса, вблизи водоёмов и других гнездящихся пар. Самка кладёт от 4 до 6 голубовато-серых с чёрными крапинами яиц. Она высиживает кладку от 13 до 14 дней, в то время как самец заботится о корме, состоящем из насекомых и ягод. Молодые птицы становятся самостоятельными примерно через 15—17 дней. Каждый год свиристель ищет себе нового партнёра. Ухаживание за самкой включает в себя её кормление ягодами. Продолжительность жизни птиц может составлять 13 лет.

## Значение в культуре
Свиристель чаще всего ассоциируется с детскими игрушками, свистульками, которые раньше также использовались пастухами. Что нашло отражение в народном творчестве.
В литературе птица не так популярна. Особенность её диеты в холодное время года — использование в пищу ягод и плодов, как правило, уже изрядно подбродивших, — часто высмеивается авторами, ведь этот рацион влияет на поведение птиц, их моторику. Отдельные произведения свиристелю посвятили Анатолий Горбунов, Александр Барков, Галина Байкова.

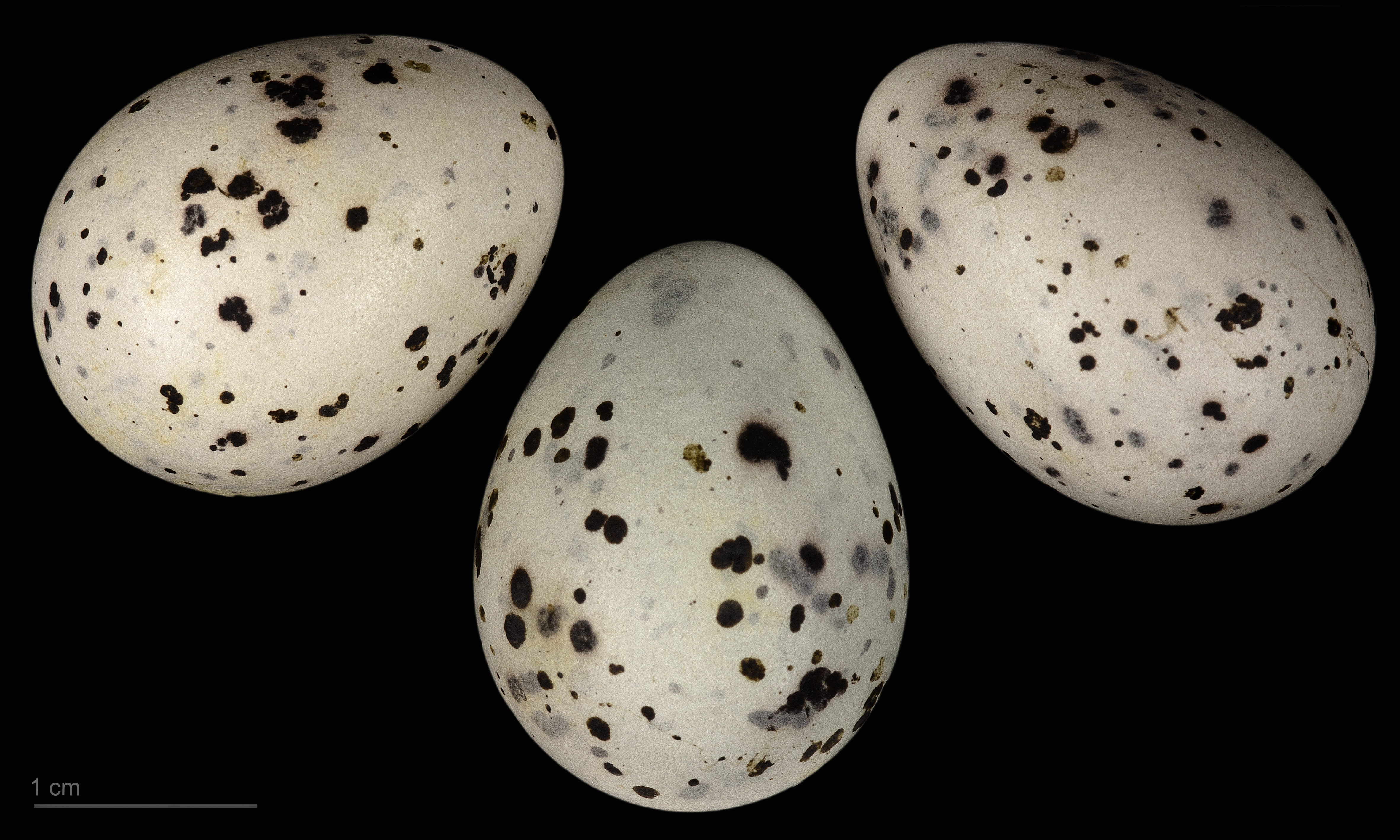
Яйцо Bombycilla garrulus  — Тулузский музеум
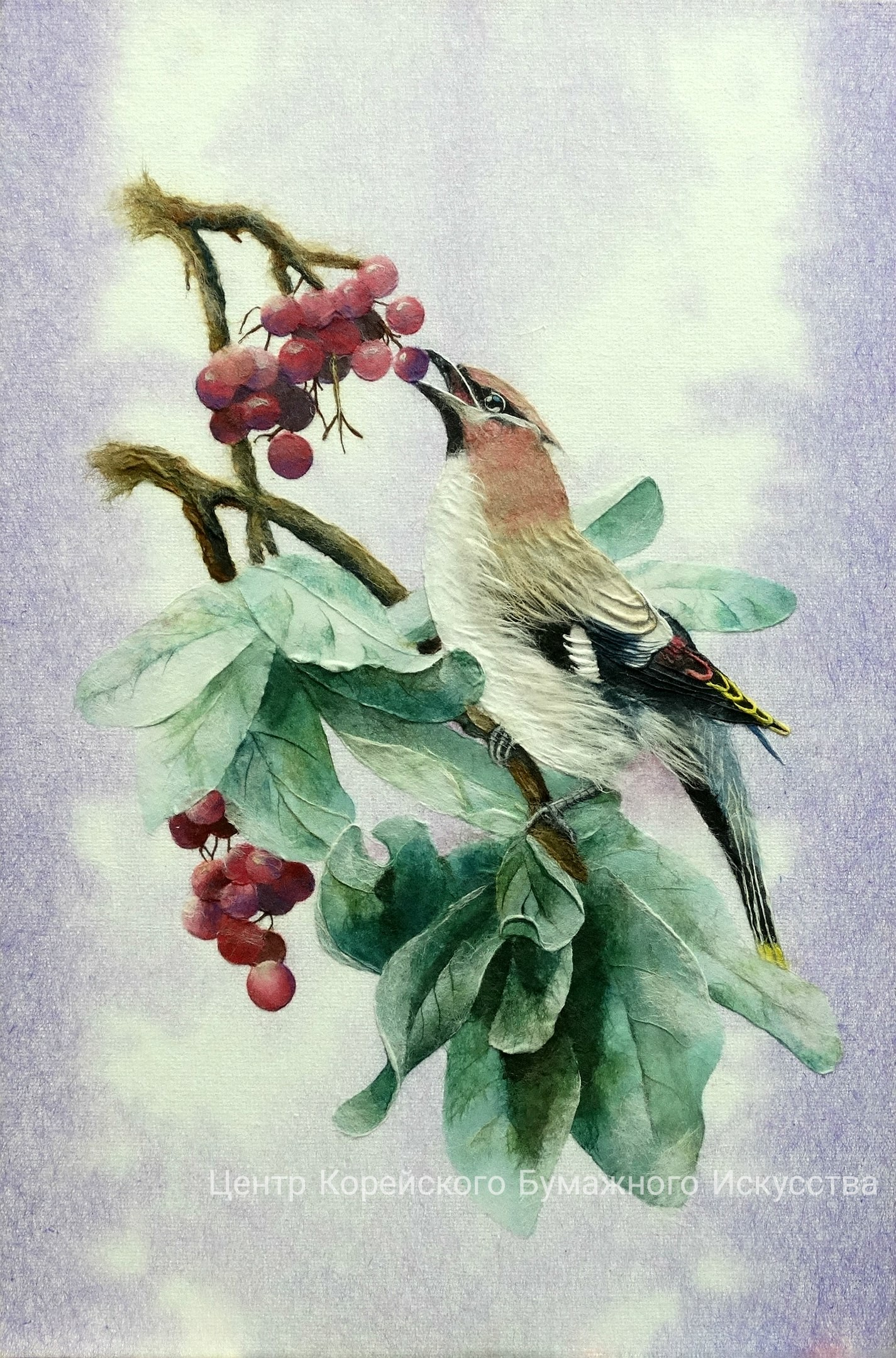
«Свиристель», картина в технике хандигырим
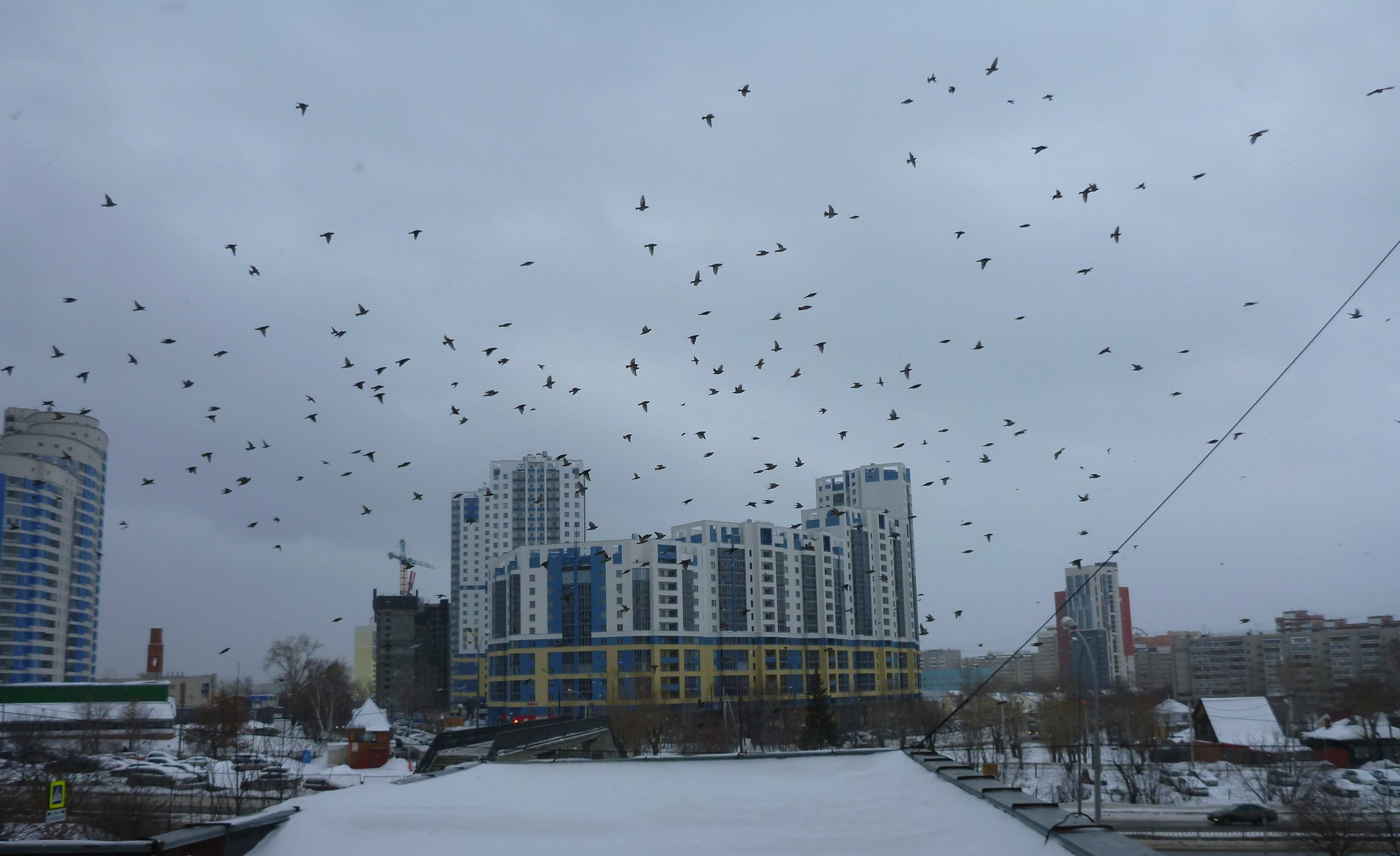
Пролёт стаи свиристелей в Екатеринбурге, февраль 2020 года